# Wilhelm von Breithaupt
Wilhelm Ritter von Breithaupt (* 5. September 1809 in Kassel; † 26. März 1889 ebenda) war ein deutscher Offizier.

## Leben
Breithaupt trat 1825 in den kurhessischen Artilleriedienst ein und zeichnete sich bereits früh durch Erfindungsreichtum und wissenschaftliche Leistungen aus. Als Hauptmann erfand er 1854 den Aufbau des ringförmigen Zeitzünders, die eine nahezu unbeschränkte Zeitüberwachung durch kreisförmige Drehung eines Gliedes im Zeitzünder zuließ. Dieser Rotations-Zeitzünder war ursprünglich für die Schrapnell-Munition berechnet, konnte jedoch nach einiger Anpassung auch für die gezogenen Geschütze angewendet werden. Der Breithauptsche Zeitzünder wurde 1854 in Kurhessen eingeführt und ab 1859 vom Prinzip her auch in Österreich benutzt. Armstrong wendete das Prinzip ebenfalls für die Schrapnells der britischen Armee an.
1859 trat Breithaupt als Major zur österreichischen Artillerie über und übertrug hier seine Zünderkonstruktion auf das gezogene Feldgeschütz, wobei er für die Erreichung größerer Zünderzeiten den Etagenzünder konstruierte. Auch beschäftigte er sich hier mit der Anbringung von Zündern am Boden länglicher Geschosse. 1862 wurde Breithaupt in den Adelsstand erhoben, verließ dann 1866 als Oberstleutnant den Dienst und lebte seitdem in seiner Heimat.
Wilhelm von Breithaupt gehört, wie auch Georg August Breithaupt und Wilhelm Breithaupt, zu der alten Kasseler Erfinder- und Feinmechanikerfamilie, welche seit 1762 das heute noch bestehende feinmechanische Unternehmen Breithaupt leitet.
Wilhelm von Breithaupt starb am 26. März 1889 in Kassel.

## Ehrungen
In Kassel wurde die Breithauptstrasse nach ihm benannt.

## Schriften
- Systematik des Zünderwesens. Kassel (1868)
- Das Sprenggeschoßfeuer. Kassel (1877)